# Unidad Tigris
El Einsatzgruppe TIGRIS (en inglés: Task Force TIGRIS, en francés: Groupe d'intervention TIGRIS, en italiano: gruppo d'intervento TIGRIS) es una unidad policial táctica especializada que pertenece a la Policía Criminal Federal, el brazo de investigación de la Oficina Federal de Policía suiza.

## Descripción
A partir de 2009, consta de 14 oficiales y tiene su base en la base de la policía militar en Worblaufen cerca de Berna. Actualmente se está incrementando la mano de obra de la unidad para reclutar más oficiales.
El presupuesto exacto asignado a la unidad ha sido clasificado por la Oficina Federal de Policía, y solo se conoce como parte de su presupuesto asignado.
En 2009, los operadores de TIGRIS se habían desplegado en 130 operaciones en Suiza. TIGRIS no efectuó disparos durante dichas operaciones.

## Crítica
En 2021, el Consejero Federal Alain Berset es acusado de haber abusado de su cargo público al enviar esta unidad a la casa de su ex amante, a quien acusa de chantaje. El 25 de octubre de 2021, el parlamento abre una encuesta sobre el caso.